# Dizzy Dean
Jay Hanna Dean (ur. 16 stycznia 1910, zm. 17 lipca 1974) – amerykański baseballista, który występował na pozycji miotacza przez 12 sezonów w Major League Baseball.
Dean w 1930 roku podpisał kontrakt z St. Louis Cardinals i początkowo grał w klubach farmerskich tego zespołu, w St. Joseph Saints i Houston Buffaloes. W MLB zadebiutował 28 września 1930 w meczu przeciwko Pittsburgh Pirates, w którym zaliczył zwycięstwo, uderzenie i zdobył runa. W sezonie 1931 ponownie grał w Houston Buffaloes.
W sezonie 1934 po raz pierwszy wystąpił w Meczu Gwiazd, a także zaliczając najwięcej w lidze zwycięstw (30) i strikeoutów (195) oraz przy wskaźniku ERA 2,66 (2. wynik w lidze) został wybrany najbardziej wartościowym zawodnikiem. W tym samym roku zagrał w trzech meczach World Series, w których Cardinals pokonali Detroit Tigers 4–3. W kwietniu 1938 w ramach wymiany zawodników i 185 tysięcy dolarów przeszedł do Chicago Cubs. Z powodu kontuzji ramienia zmuszony był przedwcześnie zakończyć karierę w 1941 roku.
W późniejszym okresie był sprawozdawcą radiowym meczów St. Louis Cardinals i St. Louis Browns. W sezonie 1947 przy słabej grze miotaczy w jednym z meczów St. Louis Browns, opuścił stanowisko komentatorskie i rozegrał 4 inningi, nie oddając żadnego runa. W 1953 został wybrany do Galerii Sław Baseballu. Zmarł 17 lipca 1974 na zawał serca w wieku 64 lat.
| Nagroda/wyróżnienie             | Lata                   | Źródło |
| MVP National League             | 1934                   | [ 5 ]  |
| 4× All-Star                     | 1934, 1935, 1936, 1937 | [ 3 ]  |
| Baseball Hall of Fame           | od 1953                | [ 11 ] |
| #17 zastrzeżony przez Cardinals | 1974                   | [ 8 ]  |